# Gustav Eriksson (Skilangläufer)
Gustav Eriksson (* 22. August 1991) ist ein schwedischer Skilangläufer.

## Werdegang
Eriksson, der für den Falun-Borlaenge SK startet, nahm im Februar 2009 in Ulricehamn erstmals im Skilanglauf-Scandinavian-Cup teil und belegte dabei den 114. Platz im Sprint. Im Skilanglauf-Weltcup debütierte er im Dezember 2010 in Düsseldorf und errang dabei den 58. Platz im Sprint. Seine besten Platzierungen bei den Nordischen Junioren-Skiweltmeisterschaften 2011 in Otepää waren der 11. Platz im Sprint und der achte Rang mit der Staffel. Im folgenden Jahr kam er bei den U23-Weltmeisterschaften 2012 in Erzurum auf den 51. Platz im Skiathlon, auf den 42. Rang im Sprint und auf den 38. Platz über 15 km klassisch. Im März 2012 gelang ihn der 32. Platz beim Wasalauf. Bei den U23-Weltmeisterschaften 2013 in Liberec belegte er den 37. Platz über 15 km Freistil, den 35. Rang im Sprint und den 17. Platz im Skiathlon. In der Saison 2013/14 erreichte er in Vuokatti mit dem achten Platz im Sprint und in Meråker mit dem siebten Platz im Sprint seine ersten Top-Zehn-Platzierungen im Scandinavian-Cup. Die Tour de Ski 2013/14 beendete er auf dem 45. Platz. Bei den U23-Weltmeisterschaften 2014 im Fleimstal errang er den 31. Platz über 15 km klassisch und den 30. Platz im Sprint. Im Januar 2017 holte er in Falun mit dem 25. Platz im 30-km-Massenstartrennen seine ersten Weltcuppunkte. Beim folgenden Weltcup in Pyeongchang wurde er Fünfter im Skiathlon und erreichte zum Saisonende den 70. Platz im Gesamtweltcup. Seine nächsten Weltcuppunkte holte er bei der Tour de Ski 2021/22 mit dem 49. Platz.